# Острів Хортиця на Дніпрі — колиска українського козацтва (срібна монета)
«О́стрів Хо́ртиця на Дніпрі́ — коли́ска украї́нського коза́цтва» — срібна пам'ятна монета номіналом 50 гривень, випущена Національним банком України. Присвячена «колисці» українського козацтва, унікальній пам'ятці природи, історії та археології — острову Хортиця, який завжди перебував у сфері військових і господарських інтересів запорізьких козаків, був їх осідком. Січ на Хортиці згадується в народних переказах і піснях, записаних у XVIII—XIX ст. Оригінальність Хортиці — у рідкісному поєднанні на одній території різноманітних природних комплексів — плавневих лісів і луків, степів, скелястих відшарувань гранітів, балок, дібров, озерних комплексів. Тут розташований Національний заповідник «Хортиця».
Монету введено в обіг 20 грудня 2010 року. Вона належить до серії «Українська спадщина».

## Опис та характеристики монети
| Номінал грн. | Метал            | Маса срібла, г | Діаметр, мм | Якість виготовлення       | Гурт                           | Тираж, штук |
| ------------ | ---------------- | -------------- | ----------- | ------------------------- | ------------------------------ | ----------- |
| 50           | срібло 999 проби | 500,0          | 85,0        | спеціальний анциркулейтед | гладкий із заглибленим написом | 1500        |

### Аверс
На аверсі монети угорі розміщено: малий Державний Герб України, напис півколом «НАЦІОНАЛЬНИЙ БАНК УКРАЇНИ», зображено фрагмент історико-культурного комплексу «Запорізька Січ», на передньому плані — позолочена композиція з бандури, козацьких клейнодів і зброї, ліворуч від якої номінал монети — «50/ ГРИВЕНЬ», праворуч — рік карбування монети — «2010».

### Реверс
На реверсі монети розміщено: на тлі орнаментальної смуги довбиша, який б'є у литаври, які використовували під час урочистостей та важливих моментів життя козаків, праворуч від яких рядки з поезії Тараса Шевченка «І мертвим, і живим…» — «У нас воля виростала,/ Дніпром умивалась,/ У голови гори слала,/ Степом укривалась!/» «ТАРАС ШЕВЧЕНКО»; над смугою стилізоване зображення острова, над яким напис — «Острів Хортиця на Дніпрі — колиска українського козацтва», праворуч напис — «ЗАПОРІЖЖЯ/ XVI—XVIII ст.»

## Автори

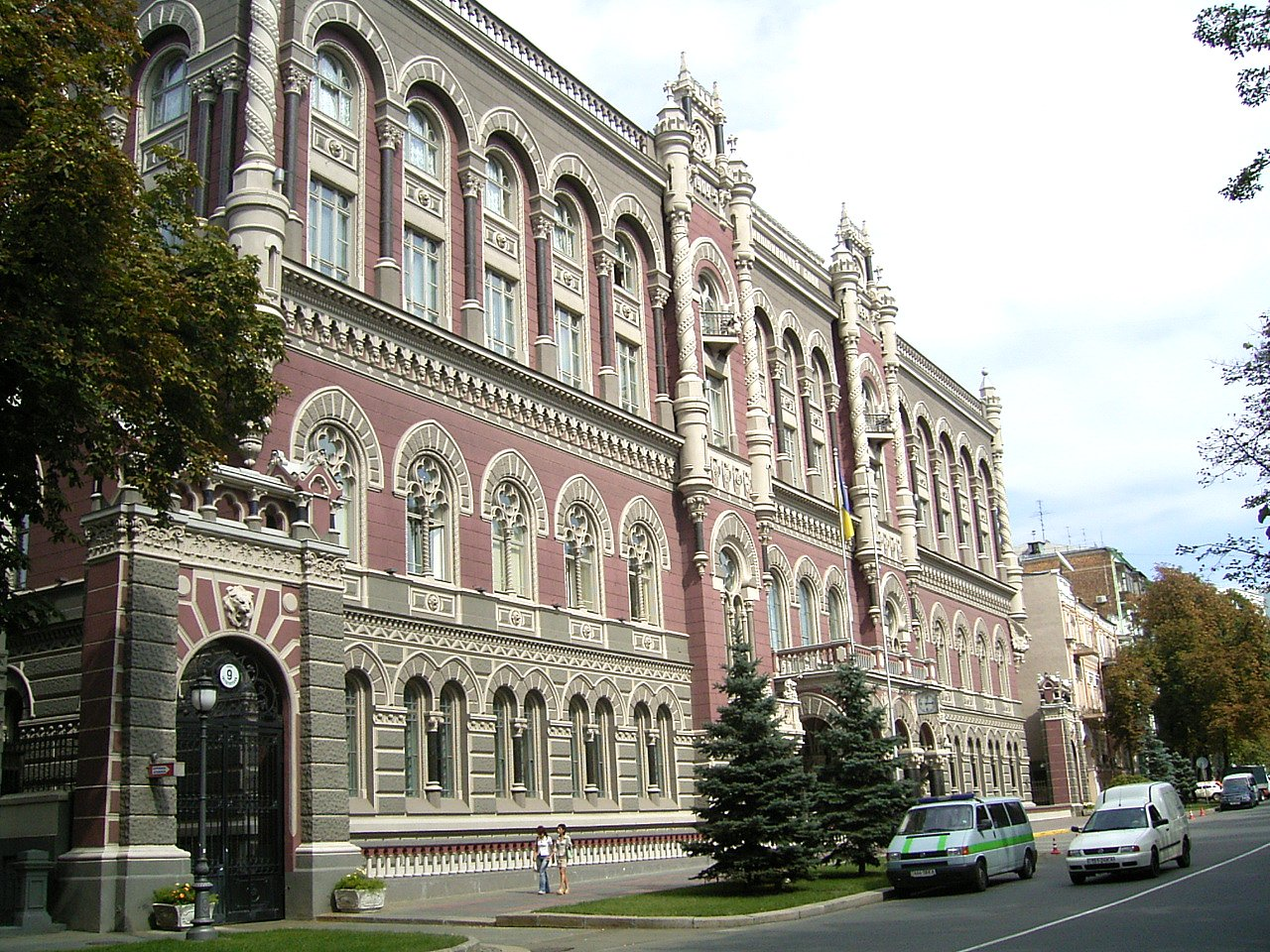
Будівля Національного банку України

- Художники: Таран Володимир, Харук Олександр, Харук Сергій
- Скульптори: Іваненко Святослав, Дем'яненко Володимир.

## Вартість монети
Ціна монети — 11104 гривні, була вказана на сайті Національного банку України у 2016 році.
Фактична приблизна вартість монети з роками змінювалася так:
| Рік        | 2011   | 2012   | 2013   | 2014   | 2015   | 2016   | 2017   | 2018   | 2019   | 2020   |
| ---------- | ------ | ------ | ------ | ------ | ------ | ------ | ------ | ------ | ------ | ------ |
| Ціна, грн. | 8 200  | 8 500  | 10 000 | 9 500  | 11 800 | 13 000 | 15 000 | 14 400 | 17 800 | 18 000 |
| Рік        | 2021   | 2022   | 2023   | 2024   | 2025   |        |        |        |        |        |
| Ціна, грн. | 24 000 | 24 000 | 36 000 | 60 000 | 68 000 |        |        |        |        |        |